# الیزابت لی هازن
الیزابت لی هازن (انگلیسی: Elizabeth Lee Hazen؛ ۲۴ اوت ۱۸۸۵ – ۲۴ ژوئن ۱۹۷۵) میکروبیولوژیست آمریکایی بود که بیشتر به خاطر مشارکتش در توسعه داروی نیستاتین شناخته می‌شود. تحصیلات او بر علوم و تحقیقات متمرکز بود و در این مسیر علاقه‌ای عمیق به میکروبیولوژی پیدا کرد. همکاران و استادانش او را به عنوان دانشجویی تیزهوش و بااستعداد می‌شناختند. در سال ۱۹۴۸، او با راشل فولر براون همکاری کرد تا نیستاتین را توسعه دهند - اولین داروی غیرسمی برای درمان عفونت‌های قارچی در انسان. تحقیقات او کاربردهای گسترده‌ای داشت، از نجات درختان آلوده گرفته تا مرمت نقاشی‌ها و آثار هنری آسیب‌دیده توسط کپک.

## زندگی اولیه
الیزابت لی هازن در ۲۴ اوت ۱۸۸۵ در ریچ، میسیسیپی به دنیا آمد. پدرش ویلیام ادگار هازن و مادرش مگی هارپر هازن نام داشتند. او دومین دختر و فرزند میانی از سه فرزند خانواده بود. والدینش زمانی که او تنها چهار سال داشت درگذشتند و سه فرزند توسط عمه و دایی‌شان به فرزندی پذیرفته شدند.

### تحصیلات
هازن در دانشگاه زنان میسیسیپی (که در آن زمان با نام مؤسسه و کالج صنعتی میسیسیپی شناخته می‌شد) تحصیل کرد و در سال ۱۹۱۰ مدرک لیسانس علوم را دریافت نمود. در حالی که به تدریس زیست‌شناسی و فیزیک دبیرستان در جکسون، میسیسیپی مشغول بود، تحصیلات خود را از طریق شرکت در دوره‌های تابستانی در دانشگاه تنسی و دانشگاه ویرجینیا ادامه داد. پس از اتمام تدریس، هازن برای تحصیلات تکمیلی در دپارتمان زیست‌شناسی دانشگاه کلمبیا پذیرفته شد. او در سال ۱۹۱۷ مدرک کارشناسی ارشد زیست‌شناسی و در سال ۱۹۲۷ مدرک دکترای میکروبیولوژی را از دانشگاه کلمبیا دریافت کرد و یکی از اولین دانشجویان زن مقطع دکترا در این دانشگاه بود. در طول جنگ جهانی اول به عنوان تکنسین آزمایشگاه تشخیصی ارتش خدمت کرد. در دهه ۱۹۲۰، هنگام تحصیل در دانشگاه کلمبیا، هازن بر روی رایسین و تأثیر آن بر سم کلستریدیوم بوتولینوم تحقیق می‌کرد.

## فعالیت علمی

### پس از فارغ‌التحصیلی
با پیشینه علمی قوی و تجربه در این زمینه، هازن تحقیقات خود را در زمینه باکتری‌ها و ایمنی‌شناسی ادامه داد. در سال ۱۹۳۱ فرصتی برای همکاری با بخش بهداشت ایالت نیویورک به او پیشنهاد شد. او این پیشنهاد را پذیرفت و در آزمایشگاه تشخیص باکتریایی در نیویورک سیتی مشغول به کار شد. در این مدت دستاوردهای مهمی در زمینه تشخیص باکتری‌ها داشت که از جمله می‌توان به ردیابی شیوع سیاه‌زخم، شناسایی منابع تولارمی و تعیین منبع مسمومیت‌های غذایی ناشی از مواد غذایی نگهداری شده نادرست اشاره کرد.
سپس در دفتر نیویورک بخش آزمایشگاه‌ها و تحقیقات اداره بهداشت عمومی ایالتی مشغول به کار شد. در اینجا او دربارهٔ قارچ‌ها و بیماری‌های قارچی آموزش دید و مطالعه کرد. او پروژه‌ای را در این زمینه آغاز کرد و شروع به ایجاد مجموعه‌ای از کشت‌های اختصاصی خود نمود. این مجموعه و تحقیقات مرتبط با آن، نام او را در تالار مشاهیر مخترعان ملی ثبت کرد.

### تحقیقات پیشگامانه
کار برجسته هازن زمانی آغاز شد که در دهه ۱۹۴۰ با راشل فولر براون همکاری کرد. این همکاری منجر به کشف نیستاتین در سال ۱۹۴۸ شد - اولین آنتی‌بیوتیک ضدقارچ ایمن برای استفاده در انسان. نیستاتین انقلابی در درمان عفونت‌های قارچی ایجاد کرد و کاربردهای گسترده‌ای از پزشکی تا حفاظت از آثار هنری پیدا نمود. هازن و براون تمام حقوق اختراع خود را به انجمن تحقیقاتی که در آن کار می‌کردند واگذار کردند و سود حاصل از آن صرف پیشرفت تحقیقات علمی بیشتر شد.

### سایر فعالیت‌ها و دستاوردها
هازن در طول حیات حرفه‌ای خود عضو فعال چندین انجمن علمی بود و به عنوان مشاور در زمینه بیماری‌های عفونی فعالیت می‌کرد. او جوایز متعددی از جمله جایزه دستاورد علمی از انجمن آمریکایی میکروبیولوژی دریافت کرد. روش‌های تشخیصی که او توسعه داد، استانداردهای جدیدی در آزمایشگاه‌های بالینی ایجاد کرد. مجموعه کشت قارچی او که با دقت فراوان گردآوری شده بود، به منبعی ارزشمند برای محققان بعدی تبدیل شد.